# 沃利亞柳賓西卡
49°54′19″N 23°12′55″E / 49.90528°N 23.21528°E
沃利亞柳賓西卡（烏克蘭語：Воля Любинська），是烏克蘭的村落，位於該國西部利沃夫州，由亞沃里夫區負責管轄，始建於1391年，面積0.96平方公里，2001年人口470，人口密度每平方公里491.12人。